# 罗翁
罗翁（法語：Rovon，法語發音：[ʁɔvɔ̃]）是法国伊泽尔省的一个市镇，属于格勒诺布尔区。

## 地理
罗翁（45°12'9"N, 5°27'41"E）面积11.82 平方千米，位于法国奥弗涅-罗讷-阿尔卑斯大区伊泽尔省，该省份为法国东南部内陆省份，北起顺时针与安省、萨瓦省、上阿尔卑斯省、德龙省、阿尔代什省、卢瓦尔省和罗讷省。
与罗翁接壤的市镇（或旧市镇、城区）包括：维奈、拉尔邦克、科年莱戈尔日、韦尔科尔地区马勒瓦、朗屈雷勒、圣热尔韦。

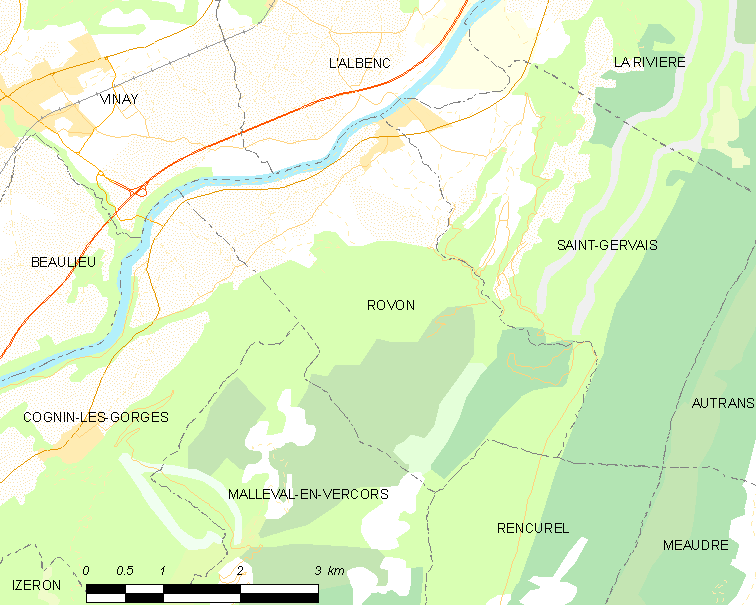
罗翁的OSM定位图

罗翁的时区为UTC+01:00、UTC+02:00（夏令时）。

## 行政
罗翁的邮政编码为38470，INSEE市镇编码为38345。

## 政治
罗翁所属的省级选区为南格雷西沃当县。

## 人口

1962-2008年间罗翁人口变化图示

罗翁于2022年1月1日时的人口数量为613人。